# Baniță
Das Baniță oder Banniza war ein rumänisches Getreidemaß mit starken Abweichungen. Es schwankte zwischen 20 und 85 Liter. Eine andere Bezeichnung für das Banniza war Dimerli.
In der Walachei entsprach ein Baniță genau 85,159 Liter, im Landesinneren 34,063 Liter und im Fürstentum Moldau hatte das Maß 21,755 Liter.
Banitza steht auch für ein bulgarisches veraltetes Hafermaß. 1 Banitza = 12 Oken = 15,372 Kilogramm.